# 론서스턴 엘리엇
론서스턴 엘리엇(영어: Launceston Elliot, 1874년 6월 9일 ~ 1930년 8월 8일)은 스코틀랜드의 역도 선수였다. 그는 영국 최초의 올림픽 우승자가 되었다.
론서스턴 엘리엇은 인도에서 태어났다. 론서스턴 엘리엇은 한때 세인트헬레나의 수장이었던 찰스 엘리엇 경의 손자로 그의 아버지는 인도 지역의 행정판사를 하기도 했다.
1887년에 엘리엇의 아버지는 인도에서 하던 일을 그만두고 잉글랜드의 에식스주로 가서 농사를 시작했다. 당시 13세였던 론서스턴은 잉글랜드에 처음 왔다. 또한 또래와는 달리 체격이 좋아서 오이겐 산도우의 밑으로 들어가서 유능한 역도 선수가 되었다. 16세에 불과하던 1891년 1월에는 런던의 피커딜리가에 있는 카페 모니코에서 열린 첫 영국 선수권 대회에서 명예를 얻게 되었다. 3년 후에는 웨스트민스터의 로얄 아쿠아리움에서 열린 선수권대회에서 우승을 차지했다.

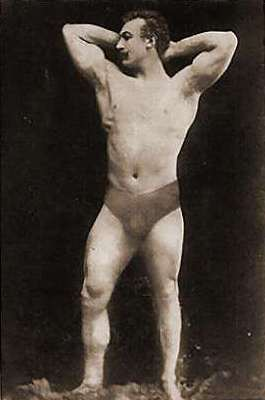
론서스턴 엘리엇의 그림이 있는 엽서 (1910년)

이러한 성공은 21세의 엘리엇을 첫 근대 올림픽이 열리는 아테네로 가기에 충분했다. 당시에는 국제적으로 공인받은 규칙이나 체중제한이 없었으며 1896년 올림픽 때는 더 나아가서 다양한 종목을 선보이기도 했다. 양손 경기가 첫 번째로 열렸으며 긴 경기 끝에 덴마크의 비고 옌센과 엘리엇이 111.5kg을 들어서 공동 1위가 되었다. 그러나 요르요스 1세는 덴마크 선수의 동작이 더 좋았다며 덴마크 선수를 1위로 했다. 옌센은 역기를 완벽하고 우아한 자세로 들어올린 반면에 엘리엇은 뜻밖의 어려움과 직면해서 제대로 된 동작을 하지 못했다. 한편 한손 종목은 짧고 금방 끝났다. 엘리엇은 요르요스 1세가 약간의 휴식을 취하는 게 좋지 않겠냐는 제안을 정중히 거절했으며 대신에 양손 경기에서 엘리엇보다 늦게 들어서 이익을 본 옌센을 이번 경기에서는 자신보다 더 빨리 경기 하게 해달라고 요청했다. 이 요청(순서)이 결과에 물질적인 영향을 기치지는 않았지만 수용되었다. 엘리엇은 아무 문제 없이 71.0kg을 든 반면에 양손 경기에서 112.5kg를 시도하다가 어깨에 경미한 부상을 입은 옌센은 57.0kg을 드는 데에 만족해야했다. 이로써 영국의 첫 올림픽 우승자가 탄생하였다.
엘리엇은 100m 경기에도 참가했다. 그는 예선전에서 3위에 머물러서 결승에 진출하지 못했다. 레슬링 경기에도 출전했으나 체조 경기 우승자인 독일의 카를 슈만에게 1라운드에서 져서 다음 라운드 진출에 실패했다.
그는 로프등반 경기에도 출전했으며 5명의 출전 선수 중 꼴찌로 경기를 끝냈다.
아테네 올림픽에서 성공을 거둔 후에 1899년에 열린 아마추어 선수권 대회에서 4개의 세계 신기록을 세웠으며 영국 역도에서 기가 막히는 모습을 보여주니 그의 재정적인 성공 또한 눈에 띄게 보장되었다. 그는 원반던지기 경기에도 참가해서 11위에 올랐다. 이 때는 역도가 공식종목에서 제외되었다. 1905년에는 프로로 전향했다. 은퇴후에는 1923년에 멜버른으로 이사 가기 전에 잉글랜드에서 몇 년간 농사를 지으며 살았다. 그는 척추암으로 1930년 8월 8일에 숨을 거두었다.